# Masahiko Kimura
Masahiko Kimura (木村 政彦 Kimura Masahiko, 10. rujna 1917. – 18. travnja 1993.) bio je japanski džudaš koji je smatran najvećim džudašem svih vremena. Kimura (170 cm, 85 kg) rodio se 10. rujna 1917. u Kumamotu, Japanu. 

## Biografija
Sa 16 godina, nakon 6 godina džuda, Kimura je pobijedio 4. dan. Dobio je 6 pobjednika (koji su svi bili 3. i 4. dan) zaredom. 1935. s 18 godina postaje najmlađi, 5. dan kada je dobio 8 protivnika uzastopno u Kodokanu (glavno sjedište vodećeg tijela džuda). Navodno je izgubio samo 4 borbe u svome životu. Kimurin uspjeh može se objasniti njegovom fanatičnom režimu treninga – na vrhuncu svoje karijere, to je podrazumijevalo tisuću sklekova i devet sati vježbanja na dan. U taj režim ubrajao se i značajan trening s težinama i trening s otporom gdje je gurao i vukao drveća.
Hvaljen da "nema Kimure prije Kimure i nema Kimure nakon Kimure" (「木村の前に木村なく、木村の後に木村なし」), ovaj je džudaš još tijekom ranih studija na Sveučilištu u Takashoku osvojio "Svejapansko prvenstvo" i postao pobjednik slavnog "Ternan turnira".

## Kimura protiv Hélia Graciea
1955. Kimura star 38 godina sudjelovao je u borbi gdje je dobio Hélia Graciea od poznate Gracie Jiu-Jitsu obitelji u džudo borbi u Brazilu. Tijekom borbe Kimura je bacio Hélia dva puta ippone-seinageom (ručno bacanje jednom rukom), osotogarijem i haraigoshijem. Kimura je navodno bacao Hélia u namjeri da ga onesvijesti. Ipak je tlo dvorane bilo premekano da se to dogodi. Usto je zadao bolne, gušeće grappling tehnike kao kuzure-kamishito-gatame i sankaku-jime (trokut gušenje). Na kraju, 13 minuta kasnije Kimura se namjestio da primijeni obrnuti ude-garami (rameni koštac). Hélio je odbio da se preda, čak i nakon što mu je bila slomljena ruka, prisiljavajući Kimuru da nastavi koštac na njegovoj slomljenoj ruci. U tom je trenutku Carlos Gracie, Héliov stariji brat, bacio ručnik da spasi bratovo zdravlje. 1994. u jednom je intervjuu Hélio priznao da je u jednom trenutku stvarno bio onesviješten, ali se vratio svijesti i nastavio borbu. 
Kao posveta Kimurinoj pobjedi, obrnuta ude-garami tehnika se od tada naziva Kimura koštac, ili jednostavno Kimura u brazilskom jiu-jitsuu i sada nedavno u mješovitim borilačkim vještinama. 

## Kimura protiv Valdemara Santane
Kimura je ponovno otišao u Brazil 1959. zbog zadnje profesionalne džudo/hrvačke turneje. Bio je izazvan od Valdemara Santane na pravu (a ne koreografiranu) predajnu borbu. Santana je bio prvak u BJJ-u, boksu i capoeiri. Imao je 27 godina, bio je visok 183 cm i težio je 93 kg. 1958. Santana je onesvijestio Hélia Graciea u borbi koja je trajala 3 sata i 45 minuta. Kimura je bacio Santanu sa seionagom, hanegoshijem i osotogarijem. Tada je primijenio svoj poznati ude-garami dobivši borbu.
Santana je zatražio revanš pod vale tudo pravilima. Ovaj put je bilo neriješeno nakon 40 minuta gdje je obojici sudionika potekla krv.

## Smrt
Kimura je umro 4. travnja 1993. od raka pluća.